# ブルース・ロウ
ブルース・ロウ（羅禮賢、罗礼贤、Bruce Law、Bruce Law Lai-Yin、1961年1月28日 - ）は、香港のカースタント監督、火薬及び爆薬、炎などを使った特殊効果設計と撮影、アクション監督、映画監督。香港のカースタント・特殊効果チーム「猛龍特技公司（Bruce Law Stunts Unlimited ）」創立者であり、今まで担当した作品は280以上におよぶ。息子は同じくスタントドライバー、カースタントコーディネーターのノーマン・ロウ（羅義民）。

## 人物・経歴
1961年1月28日、中国広州で生まれる。生後8カ月で家族と共に香港に移住。15歳でフェンシングとトランポリンを、16歳から中国武術である洪家拳と蔡李佛、そしてテコンドーを学び始める。18歳で黒帯を取得し香港テコンドー黒帯選手権で優勝、同じ時期すでにオートバイにも夢中であったという。その後ムエタイに転向、22歳の時にはムエタイのプロ選手となる。
映画界入りは、1985年『ポリス・ストーリー/香港国際警察』の撮影でジャッキー・チェンにスタントライダーとして呼ばれたことがきっかけだった。1987年には『天賜良緣（原題）』で監督プロデューサーのガイ・ライ（黎應就）から飛車特技（カーアクション）を任される。
スタントマン、スタントドライバーとして映画界に入ったが、同時にカースタント指導やアクション指導も兼任。やがて炎や火薬及び爆薬を操作するセッティング・アクションワーク（特殊効果）と撮影も担うようになる。1988年には自らのカースタント・特殊効果チームである「猛龍特技公司（Bruce Law Stunts Unlimited ）」を創立。『ワイルド・ブリット』、『ハードボイルド 新・男たちの挽歌』をはじめとするジョン・ウー監督作や、スタンリー・トン、ベニー・チャンなどの監督作に携わった。なかでもジャッキー・チェンとは『ポリス・ストーリー3』、『新ポリス・ストーリー』といった現代アクションを中心にカーアクションや爆破などの特殊効果の役割を担うなど、現在に至るまで協力参加は続いている。
1998年公開の『ホーク/B計画』ではアクション監督と兼任して初監督を務め、香港電影金像奨の最佳動作設計にノミネートされた。
2000年以降はテレビドラマでのアクション監督、テレビコマーシャルの分野でも多くの仕事をこなした。やがて『ライジング・ドラゴン』『スペシャルID 特殊身分』『弾丸と共に去りぬ 暗黒街の逃亡者』『太平輪：乱世浮生（原題）』『カンフー・ジャングル』といった香港中国合作映画が続くようになり、ただの爆破だけでなく砲火の交わるスケールの大きな戦争シーンもデザインするようになってゆく。一方でロウ自身は、できるだけCGを使わずに実写で撮影したいというこだわりを持っておりその為に自ら工夫を凝らした装置や車を製作する事でも知られている。
また『ミッション:インポッシブル3』や『ブラックハット』、『トランスフォーマー/ロストエイジ』等のハリウッド作品の中国香港ロケで特殊効果やカースタントを担当。インドネシア映画『ザ・レイド GOKUDO』でもカーアクションを手掛けるなど、アジアにおけるカースタント、特殊効果撮影の第一人者となった。
そのひとつ『トランスフォーマー/ロストエイジ』では50人のスタントドライバーと30人のスタントマンを使う大規模なスタントシーンを香港ロケで任され、そこで彼はアメリカ側の予想よりも短時間で仕事を終えた。マイケル・ベイ監督はしばしば現場で撮影内容を変更したが、豊富な経験と設備を持つロウと猛龍特技はその要求に慌てることはなかった。その時の事をブルース・ロウは「突然の変更にボヤいていたアメリカのスタッフは、なぜこんなに早くやり遂げられたのかと、とても驚いていた。実は（香港では直前の変更など）普通の事だし、それに対応するのが我々プロの仕事なんだ」と語った。そして、めったに人を褒めないマイケル・ベイが撮影終了後、自分のスタッフにロウのことを褒めたというエピソードが残っている。
担当した作品はこれまでに280以上、現在では、カースタントや特殊効果のパートだけでなくアクション監督として全てを一手に引き受けるケースも増えてきており、2014年には、米・バラエティ誌が、まだ知る人ぞ知る存在だが非常に影響力のある映画人を対象にした「Below-the-Line Impact Report」のひとりに、ロウを選出している。

## 主な作品

### 監督作品
- 1998年

ホーク/B計画（B計劃）（動）（飛）（爆）
- 2000年

ブルース・ロウ 猛龍特技 香港スタント伝説（猛龍特技）

### カーアクション・特殊効果・出演をしたおもな作品
※（飛）はカースタントやカーアクション指導 ・（火）は火を使った特殊効果 ・（爆）は爆発 ・（動）はアクション指導 ・（演）は出演

ほかに（アクション監督） ・（カーアクション監督） ・（特殊効果）の表記もあり。
- 1987年

（鐵血騎警）（飛）
- 1988年

（靈幻小姐）（飛）（火）（演）

（獵鷹計畫）（飛）

狼の墓場（陷阱邊沿）（飛）（火）

（殺之戀）（飛）

（雞同鴨講）（飛）

（女兒當自強）（爆）
- 1989年

狼/男たちの挽歌・最終章（碟血雙雄）（飛）

野獣戦線（愛人同志）（火）（爆）

餓狼烈伝（同根生）（飛）

最高のボーイフレンド（最佳男朋友）（火）

セブン・ウォリアーズ -忠義群英-（忠義群英）（爆）

8テールのゴールド（八兩金）（飛）

サンダードラゴン（流氓差婆）（飛）（火）

タイム・ソルジャーズ/愛は時空を超えて（急凍奇俠）（飛）

ワイルド・ヒーローズ 暗黒街の狼たち（老虎出監）（飛）

ミッシング・マン（都市獵人）（飛）

（飛越危牆）（飛）（爆）

風にバラは散った（殺手蝴蝶夢）（火）
- 1990年

ワイルド・ブリット（碟血街頭）（飛）

アンディ・ラウの逃避行（天若有情）（飛）（爆）

（風雨同路）（飛）（爆）

無名家族 復讐の狼たち(無名家族)（飛）（火）

チャウ・シンチー マイヒーロー（一本漫畫闖天涯）（飛）（爆）

聖戦（聖戰風雲）（爆）

スウォーズマン 剣士列伝（笑傲江湖）（火）

銃弾に追われた街(都市煞星)（飛）

バストロイド・香港大作戦 (女機械人) （飛）（火）（爆）

レッド・リベンジ 復讐の罠（龍鳳賊捉賊）（飛）

ドラキュラ（一咬OK）（飛）（爆）

フロント・ページ (新半斤八両)（飛）（爆）
- 1991年

狼たちの絆（縦横四海）(香港部分)(飛)(火)(爆)

神鳥伝説（九一神鵰俠侶）（火）（爆）

インファナル・デイズ 逆転人生（中環英雄）（飛）（爆）（演）

ワンス・アポン・ア・タイム・イン・チャイナ 天地黎明（黄飛鴻）（火）

チャイニーズ・ゴースト・ストーリー3（倩女幽魂之道道道）（火）

（跛豪）（飛）（火）（爆）

ジョイ・ウォンの時空伝説（天地玄門）（飛）（爆）

チャウ・シンチー 新精武門（新精武門）（爆）

今日のヒーロー（志在出位）（爆）

- 1992年

ポリス・ストーリー3（警察故事3/超級警察）（飛）（火）（爆）

ハード・ボイルド 新・男たちの挽歌（辣手神探）（飛）（火）（爆）

ツイン・ドラゴン（雙龍會）（爆）

フル・コンタクト（俠盜高飛）（爆）

恋のトラブルメーカー（我愛扭紋柴）（飛）

神鳥聖剣（九二神鵰之癡心情長劍）（爆）

九龍帝王 ゴッド・オブ・クーロン（廟街十二少）（飛）（火）（爆）

スウォーズマン 女神伝説の章（笑傲江湖之二 東方不敗）（火）

妖獣大戦（斯理之老貓）（香港及日本部分）（火）

香港魔界大戦（西蔵小子）（飛）（爆）

ボディ・トライアングル/妻の愛人は女だった（太太的情人）（動）（飛）

- 1993年

新ポリス・ストーリー（重案組）（飛）（火）（爆）

プロジェクトS（超級計畫）（飛）（爆）（演）

風よさらば （天若有情II之天長地久）（飛）

キラーウルフ 白髪魔女伝（白髮魔女傳）（火）

ワンダー・ガールズ 東方三侠（東方三俠）（飛）

九龍大捜査線（廉政第一擊）（飛）

香港ヒーロー1949（一九四九之劫後英雄傳）（飛）（火）

八仙飯店之人肉饅頭（八仙飯店之人肉叉燒包）（火）
- 1994年

（越界威龍）（動）（飛）（火）（爆）（演）

酔拳2（醉拳II）（火）

キリング・アンド・ロマンス 狂気の愛（殺手的童話）（火）（爆）

Rock N' Roll Cop （省港一號通緝犯）（動）（爆）（演）

ファイナル・オプション/香港最終指令（飛虎雄心）（動）（飛）（爆）（演）

レスリー・チャンの恋はあせらず（錦繡前程）（爆）

ゴッド・ギャンブラー完結編（賭神2）（火）

ファントム・セブン 香港機動警察（七金剛）（飛）

金城武の香港犯罪ファイル（沉默的姑娘）（爆）
- 1995年

シクロ（動）（飛）（火）

フル・スロットル/烈火戦車（烈火戰車）（動）（飛）（爆）（演）

デッド・ヒート（霹靂火）（香港部分）（飛）

金玉満堂/決戦!炎の料理人（金玉満堂）（飛）

夜半歌聲 逢いたくて、逢えなくて（夜半歌聲）（火）

D&D 完全黙秘（給爸爸的信）（飛）（爆）

ハイリスク（鼠膽龍威）（飛）（爆）

千一夜の夢中人（一千零一夜之夢中人）（飛）（爆）（演）

- 1996年

上海グランド（新上海灘）（火）

夢翔る人/色情男女（色情男女）（火）

- 1997年

アンディ・ラウ アルマゲドン（天地雄心）（動）（爆）

奪舍（奪舍）（動）（飛）（爆）

- 1998年

香港大夜総会 タッチ&マギー（香港大夜總會）（動）（飛）（爆）

- 1999年

ゴージャス（玻璃樽）（飛）

喜劇王（喜劇之王）（動）（爆）（演）

ジェネックス・コップ（特警新人類）（飛）（爆）

ゴッド・ギャンブラー ラスベガス大作戦（賭俠大戰拉斯維加斯）（動）

楽園の女（庭院裏的女人）（動）

超速伝説 ミッドナイト・チェイサー（烈火戰車2極速傳說）（カーアクション監督）（爆）

- 2000年

ゴッド・ギャンブラー/無名の物語（賭聖3無名小子）（演）

フル・スロットル（飆車之車神傳說）（飛）

- 2001年

スー・チー in ヴィジブル・シークレット（幽靈人間）（飛）

プリンセスD（想飛）（飛）

（這個阿爸真爆炸）（動）
- 2006年

ミッション:インポッシブル3（Mission: Impossible III）（中国パート）（特殊効果）
- 2007年

導火線 FLASH POINT（導火綫）（飛）

（榮歸）（TVドラマ）（動）（演）

（一半海水，一半火燄）（動）

ハムナプトラ3 呪われた皇帝の秘宝（The Mummy: Tomb of the Dragon Emperor）（中国パート）（特殊効果）

（塚愛）（火）
- 2008年

アイ・カム・ウィズ・ザ・レイン（I Come with the Rain）（アクション監督）

ビースト・ストーカー/証人（證人）（カーアクション監督）（特殊効果）
- 2009年

スナイパー:（神槍手）（火）
- 2010年

（西風烈）（動）

（無人駕駛）（アクション監督）

（財神到）（アクション監督）

（人在囧途）（飛）
- 2011年

ジャスト・ア・ヒーロー（形影不离）（動）

（戰國）（特殊効果）

（萬有引力）（アーアクション監督）

（硬漢 2）（カーアクション監督）

（金陵十三釵）（アクション監督）

（賽車傳奇）（アクション監督）
- 2012年

ドラゴン・フォー 秘密の特殊捜査官 隠密（四大名捕）（火だるまスタント）

ライジング・ドラゴン（十二生肖）（飛）（SFX）

- 2013年

（在一起）（アクション監督）

スペシャルID 特殊身分（特殊身份）（カーアクション監督）

ファイティング・タイガー（太極俠）（飛）

（無人區）（アクション監督）

ポリス・ストーリー/レジェンド（警察故事2013）（カーアクション監督）
- 2014年

アイスマン（冰封俠 重生之門）（カーアクション監督）

（烈日灼心）（アクション監督）

ザ・レイド GOKUDO（The Raid 2: Berandal）（飛）

カンフー・ジャングル（一個人的武林）（飛）（演）

（催眠大師）（アクション監督）

弾丸と共に去りぬ 暗黒街の逃亡者（一歩之遙）（アクション監督）

トランスフォーマー/ロストエイジ（Transformers: Age of Extinction）（香港パート）（動）

（心花路放）（アクション監督）

（太平輪：乱世浮生）（セカンドユニット・ディレクター）（特効監督）
- 2015年

ブラックハット（Blackhat）（香港パート）（動）

おじいちゃんはデブゴン（我的特工爺爺）（飛）

道士下山（道士下山）（飛）

ロクさん（老炮兒）（アクション監督）

誘拐捜査（解救吾先生）（飛）
- 2016年

グランド・イリュージョン 見破られたトリック（Now You See Me 2）（マカオパート）（動）

（S風暴）（動）

カンフー・ヨガ（功夫瑜伽）（飛）

（謊言大爆炸）（動）
- 2017年

（極速青春）（TVドラマ）（アクション総監督）